# Olympische Sommerspiele 2000/Teilnehmer (Peru)
| Gelbes Symbol für Goldmedaillen mit stilisierten Olympischen Ringen | Graues Symbol für Silbermedaillen mit stilisierten Olympischen Ringen | Braundes Symbol für Bronzemedaillen mit stilisierten Olympischen Ringen |
| ------------------------------------------------------------------- | --------------------------------------------------------------------- | ----------------------------------------------------------------------- |
| —                                                                   | —                                                                     | —                                                                       |

Peru nahm an den Olympischen Sommerspielen 2000 in Sydney mit einer Delegation von 21 Athleten, acht Männer und dreizehn Frauen, an zwölf Wettbewerben in sieben Sportarten teil. Es konnte dabei keine Medaille gewonnen werden. Fahnenträgerin bei der Eröffnungsfeier war die Volleyballspielerin Rosa García.

## Teilnehmer nach Sportarten

### Judo
- Germán Velasco
Männer, Leichtgewicht: 13. Platz

### Leichtathletik
- Hugo Muñoz
Männer, Hochsprung: kein gültiger Versuch in der Qualifikation

- María Portillo
Frauen, Marathon: 32. Platz

### Schießen
- Francisco Boza
Männer, Trap: 26. Platz

- Juan Jorge Giha junior
Männer, Skeet: 49. Platz

### Schwimmen
- Talía Barrios
Frauen, 50 Meter Freistil: 56. Platz

- Luis López Hartinger
Männer, 50 Meter Freistil: 49. Platz

- Juan Pablo Valdivieso
Männer, 200 Meter Schmetterling: 36. Platz

### Segeln
- Luis Alberto Olcese
Finn-Dinghy: 33. Platz

### Volleyball
- Frauenturnier
11. Platz

- Kader
Fiorella Aita
Milagros Cámere
Leyla Chihuán
Iris Falcón
Rosa García
Elena Keldibekova (ohne Einsatz)
Natalia Málaga
Milagros Moy
Diana Soto
Milagros Uceda
Janet Vasconzuelos
Yulissa Zamudio

### Wasserspringen
- Abel Sánchez
Männer, Kunstspringen: 24. Platz
Männer, Turmspringen: 37. Platz